# Винников, Иван Викторович
Иван Викторович Винников (28 мая 1964, Алексеевская, Краснодарский край) — советский и российский футболист, полузащитник.

## Карьера
После окончания школы поступил работать на Прессово-рамный завод Набережных Челнов, параллельно, с перерывом на военную службу, играл за заводскую команду «Труд-ПРЗ» на чемпионате города. Вместе со своей командой, переименованной сначала в «Торпедо», а потом в ФК «КАМАЗ» он прошёл путь от любительских соревнований до высшей лиги России.
В высшей лиге дебютировал в 1993 году, всего сыграл в ней 43 матча и забил 1 гол. В 1994 году в противоборстве со спартаковцем Дмитрием Аленичевым получил тяжелую травму, рецидивы которой заставили закончить игровую карьеру в 32 года. В 1996 году участвовал в матчах Кубка Интертото.
После окончания игровой карьеры Винников работал в тренерском штабе «КАМАЗа-Чаллы» (1997), команде «КАМАЗ-2», выступавшей в любительском первенстве, затем тренером в ДЮСШ г. Тихорецка.

## Семья
Жена Анна, дети Ольга, Светлана, Илья. Двоюродный брат Валерий Четверик — основатель и многолетний тренер ФК «КАМАЗ».